# Fritz Zerritsch der Ältere

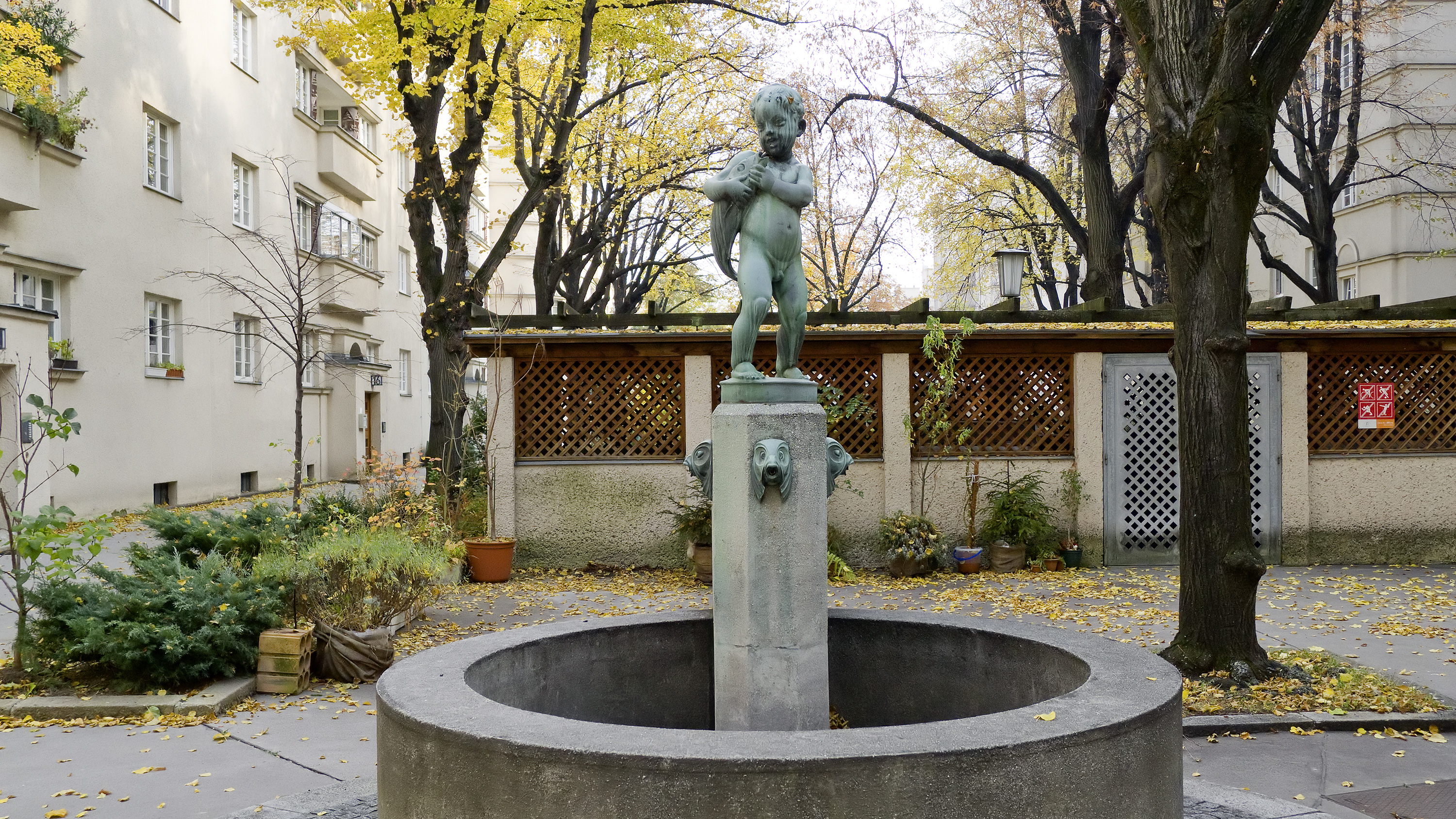
Zierbrunnen im Innenhof des Lindenhof in Wien-Währing

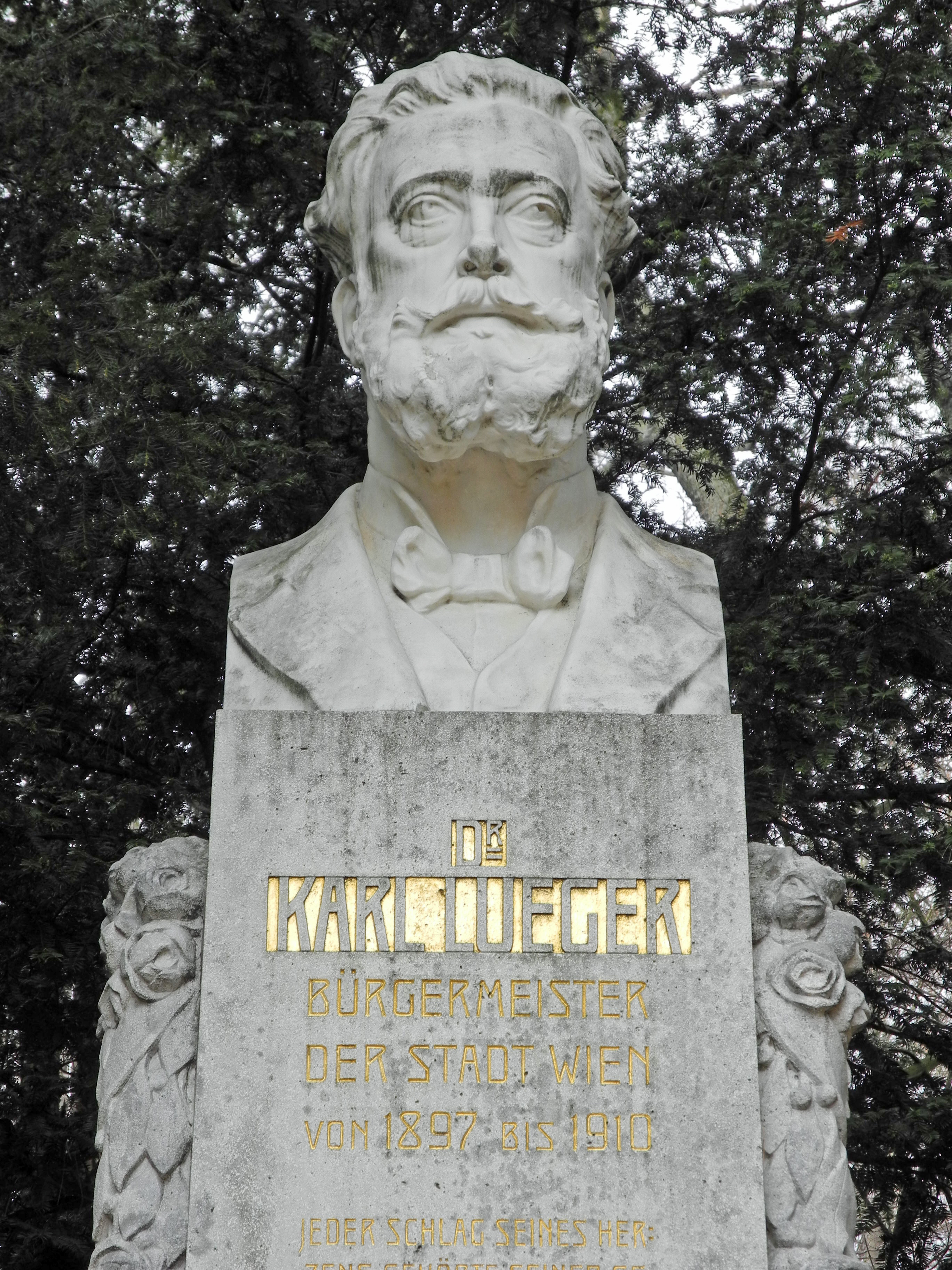
Luegerdenkmal am Cobenzl in Wien-Döbling

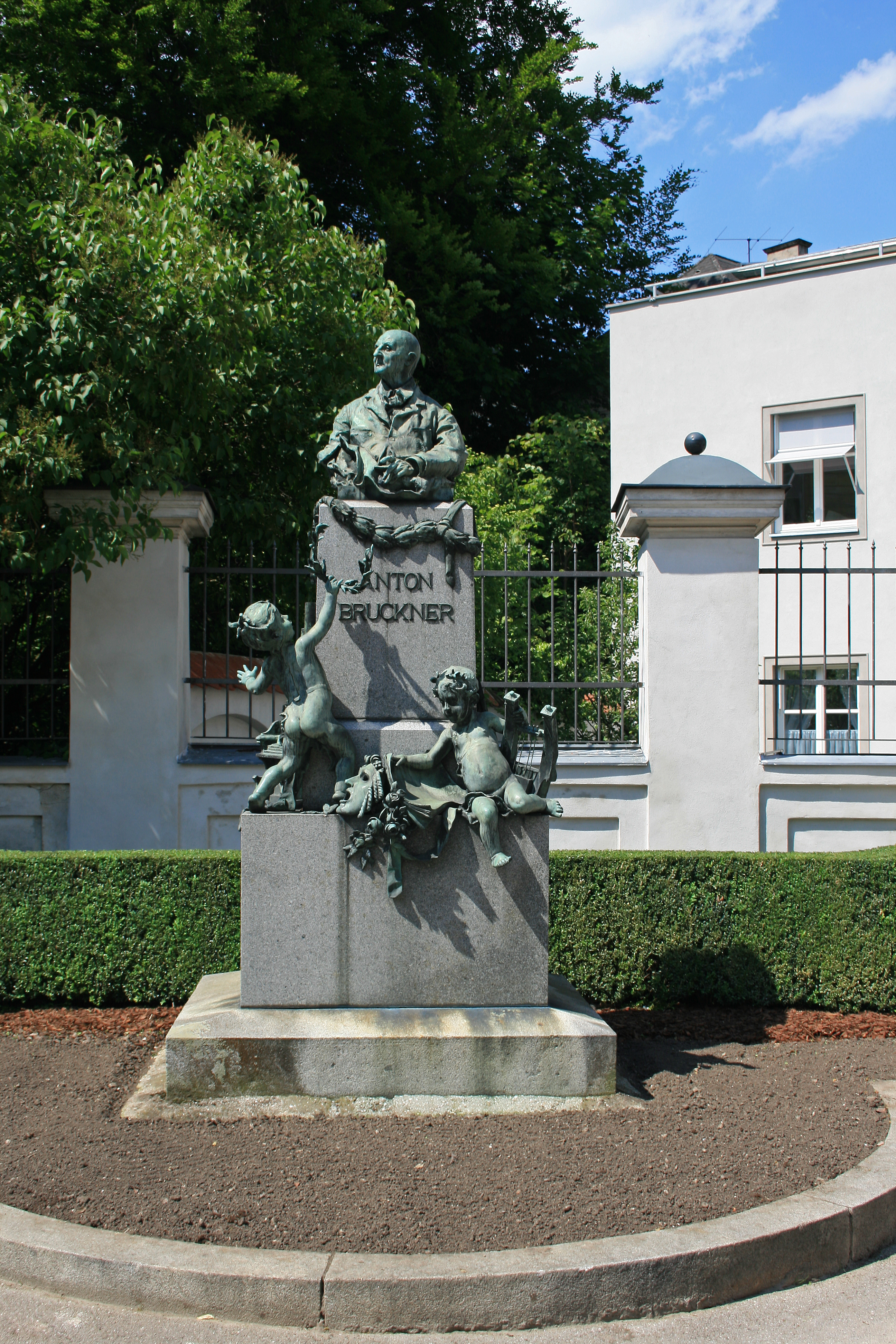
Brucknerdenkmal in Steyr

Fritz Zerritsch (* 26. Februar 1865 in Wien; † 30. November 1938 ebenda) war ein österreichischer Bildhauer.

## Leben
Zerritsch studierte an der Kunstgewerbeschule Wien bei Otto König und war danach acht Jahre lang im Atelier von Viktor Tilgners tätig. Sein 1888 geborener Sohn Fritz Zerritsch der Jüngere war als Maler tätig. Nachdem Tilgner 1896 verstorben war, übernahm Zerritsch seine Werkstätte und stellte einige unvollendete Arbeiten Tilgners fertig, darunter das Denkmal für Hans Makart im Wiener Stadtpark, das am 13. Juni 1898 enthüllt wurde. Zerritsch lebte im Wiener Gemeindebezirk Döbling und wohnte in der Himmelstraße 33. Nach seinem Tod wurde er in einem ehrenhalber gewidmeten Grab  der Stadt Wien am Grinzinger Friedhof (Gruppe 2, Nummer 41) bestattet. Ihm zu Ehren wurde zudem im Döblinger Bezirksteil Heiligenstadt der Verbindungsweg zwischen der Kahlenbergerstraße und der Armbrustergasse in Zerritschgasse benannt.

## Werke
- Sockel des Brucknerdenkmals im Wiener Stadtpark (1899)
- Kandelaber „Siegfried“ (nach Wagners Oper) bzw. „Steinerner Gast“ (Motiv aus Mozarts „Don Giovanni“) vor der Wiener Staatsoper (1905, verloren)
- Lueger-Denkmal am Cobenzl (am 5. November 1915 enthüllt)
- Zierbrunnen mit Putte im Lindenhof in Wien-Währing (1924)
- Grabdenkmal für Max Josef Beer am Wiener Zentralfriedhof (am 22. Oktober 1911 enthüllt)
- Art-déco-Bronze „Männlicher Akt“ (1925)[1]
- Grabdenkmal für Theodor Leschetitzky am Wiener Zentralfriedhof (1926)
- Grabdenkmal für Anna Luther am Hauptfriedhof Braunschweig (um 1895/1896)
- Denkmal für Adalbert Stifter in der Deutschen Bücherei in Leipzig
- Figuraler Schmuck am Kurhaus Marienbad
- Albert-Böhler-Denkmal in Käfenberg
- Brucknerdenkmal in Steyr
- Büste des Erzherzog Rainer im Historischen Museum der Stadt Wien
- Terrakottaplastik „Mutter mit Fruchtkorb und Knabe“ am Severhof in Wien-Ottakring